# Nałuże
Nałuże (ukr. Налужжя, Nałużżia) – wieś na Ukrainie w rejonie tarnopolskim należącym do obwodu tarnopolskiego.
We wsi przez pewien czas zamieszkiwał ks. Mychajło Kuryłowycz, ukraiński działacz społeczny, poseł do Sejmu Krajowego Galicji I kadencji (1861–1867), ksiądz greckokatolicki, później dziekan buczaki, moskwofil.
We wsi istniał browar hr. Gołuchowskiego.
Do 2020 w rejonie trembowelskim.